# Peter Larsen (skribent)
Peter Larsen (født 3. januar 1810 i København, død 16. marts 1892 sammesteds) var en dansk forfatter og redaktør.
P. Larsen var søn af høker Jens Larsen. Han blev i 1829 privat dimitteret student af J.P.G. Jensen, og i 1833 teologisk kandidat fra Københavns Universitet.
Peter Larsen var involveret i flere retssager. Mens han læste teologi udgav han et forslag om at afskaffet latin som eksimationssprog på universitet, og lagde i den forbindelse sag an mod 10 andre studerende som alle blev frikendt. Det står ikke klart i kilderne hvad Larsen anklagede dem for. I 1834 udgav han 12 numre af ugebladet Unionen for den frie Presse. Bladet skiftede navn til Den fri Presse i 1845 hvor han udgav 26 numre. En artikel i nr. 26 førte til bøde på 1000 rigsdaler og 5 års censur. I 1836 begyndte han at udgive Kjøbenhavns Commissions-Tidende. Bladet skiftede navn flere gange, og P. Larsens bror, klæde- og silkehandler E. Larsen, udgav det i en periode. Det førte til flere retssager idet bladet krænkede Adressekontorets privilegium. Det endte med en bøde på 500 rigsdaler i 1842.
Fra 1842 til 1853 udgav han dagbladet Morgenposten. Han blev idømt 8 måneders fængsel i 1850 for en artikel som sammenlignede de danske konger med lænkehunde. Blandt andre udgivelser kan nævnes Almeennyttigt Dansk Konversations-Lexicon som var en dansk udgave af Brockhaus Enzyklopädie som udkom fra 1849 til 1859 i 8 bind.
Larsen fik i 1856 bevilling til at bygge sporveje, men gennemførte det ikke. Han flyttede i 1862 fra København til Lyngby hvor han blev drev en skole.
I 1839 blev Pater Larsen gift med Emma Anine Caroline Nielsen (født 1821). Ved folketællingen i 1855 boede han i København i Studiestræde 59, stuen med sin kone og en 13-årig søn.